# Schorl
Le schorl est une espèce minérale de la famille des tourmalines, groupe des silicates, sous-groupe des cyclosilicates, de formule NaFe2+3Al6(BO3)3Si6O18(OH)4.

## Inventeur et étymologie
Le nom « schorl » est emprunté à l'allemand Schörl, par l'intermédiaire de l'anglais schork rock.

## Caractéristiques physico-chimiques

### Critères de détermination
Le schorl est d'éclat vitreux à résineux et de couleur noire à brun sombre. Sa fracture est irrégulière à conchoïdale, son trait est blanc.
Ses cristaux sont prismatiques à six pans, à faces alternativement larges et étroites, donnant une section plutôt triangulaire.
Le schorl est insoluble dans les acides.

### Cristallochimie
Le schorl fait partie du groupe 9.CK.05 selon la classification de Strunz : il s'agit d'un silicate (IX), plus précisément d'un cyclosilicate (9.C) contenant des anneaux à six membres Si6O18 avec des anions complexes insulaires (9.CK).
| Minéral         | Formule                                          | Groupe ponctuel | Groupe d'espace |
| --------------- | ------------------------------------------------ | --------------- | --------------- |
| Buergerite      | NaFe3Al6(BO3)3Si6O21F                            | 3m              | R3m             |
| Chromdravite    | NaMg3(Cr,Fe)6(BO3)3(Si6O18)(OH)4                 | 3m              | R3m             |
| Dravite         | NaMg3Al6(BO3)3(Si6O18)(OH)4                      | 3m              | R3m             |
| Elbaïte         | Na(Li,Al)3Al6(BO3)3(Si6O18)(OH)4                 | 3m              | R3m             |
| Feruvite        | (Ca,Na)(Fe,Mg,Ti)3(Al,Mg,Fe)6(BO3)3(Si6O18)(OH)4 | 3m              | R3m             |
| Foitite         | []Na<0,5(Fe,Al)3Al6(BO3)3(Si6O18)(OH)4           | 3m              | R3m             |
| Hydroxyuvite    | CaMg3(Al5Mg)(Si6O18)(BO3)3(OH)3(OH)              | 3m              | R3m             |
| Liddicoatite    | Ca(Li,Al)3Al6(BO3)3(Si6O18)(O,OH,F)4             | 3m              | R3m             |
| Magnésiofoitite | [](Mg2Al)Al6(BO3)3(Si6O18)(OH)4                  | 3m              | R3m             |
| Olenite         | NaAl3Al6(BO3)3(Si6O18)(O,OH)4                    | 3m              | R3m             |
| Povondraïte     | (Na,K)(Fe2+,Fe3+)3(Fe,Mg,Al)6(BO3)3(Si6O18)(OH)4 | 3m              | R3m             |
| Rossmanite      | []LiAl2Al6(Si6O18)(BO3)3(OH)4                    | 3m              | R3m             |
| Schorl          | NaFe3Al6(BO3)3(Si6O18)(OH)4                      | 3m              | R3m             |
| Schorl-F        | NaFe3Al6(BO3)3(Si6O18)(OH)3(F,OH)                | 3m              | R3m             |
| Uvite           | (Ca,Na)(Mg,Fe)3Al5Mg(BO3)3(Si6O18)(OH,F)4        | 3m              | R3m             |
| Vanadiumdravite | NaMg3V6(BO3)3(Si6O18)(OH)4                       | 3m              | R3m             |

Selon la classification de Dana, le schorl sert de chef de file à un groupe de minéraux qui porte son nom, le groupe du schorl (noté 61.03e.01) : il fait partie des cyclosilicates contenant des anneaux à six membres (61) et des groupes de borate, plus particulièrement du groupe des tourmalines sodiques (61.03e). Le groupe du schorl contient les minéraux chromdravite, dravite, schorl, schorl-F et vanadiumdravite.

### Cristallographie

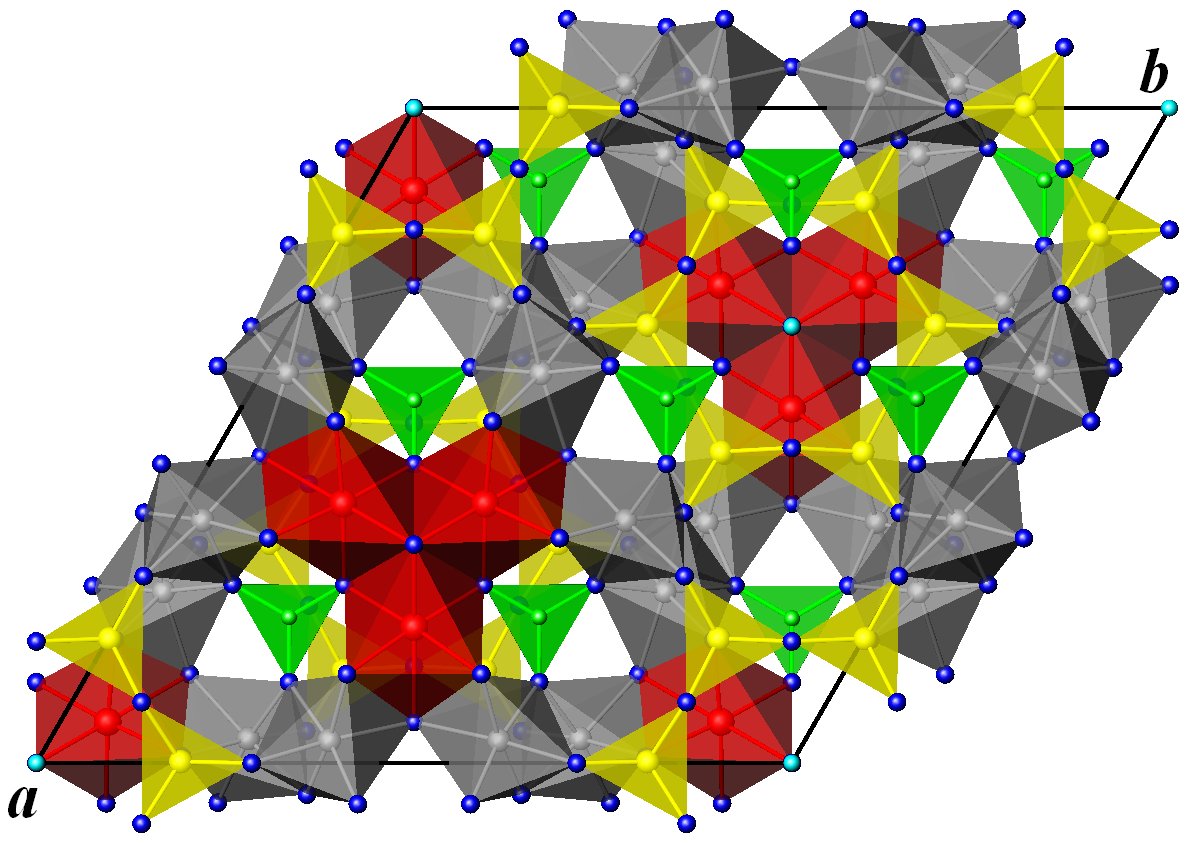
Structure du schorl, projetée sur le plan (a, b). Rouge : Fe, jaune : Si, gris : Al, cyan : Na, bleu : O, vert : B. Les atomes d'hydrogène ne sont pas représentés.

Le schorl cristallise dans le système cristallin trigonal, de groupe d'espace R3m (Z = 3 unités formulaires par maille conventionnelle). Ses paramètres de maille (dans le réseau hexagonal) sont {\displaystyle a} = 15,992 Å et {\displaystyle c} = 7,190 Å (V = 1 592 Å3), sa masse volumique calculée est 3,29 g/cm3.
Les cations Na+ sont en coordination 9 d'anions O2−, avec une longueur de liaison Na-O moyenne de 2,690 Å.
Les cations Fe2+ sont en coordination octaédrique d'O2−, avec une longueur de liaison Fe-O moyenne de 2,060 Å. Les octaèdres FeO6 forment des groupes Fe3O13 en mettant en commun leurs arêtes.
Les cations Al3+ sont en coordination octaédrique d'O2−, avec une longueur de liaison Al-O moyenne de 1,922 Å. Les octaèdres AlO6 sont reliés par leurs arêtes et forment des chaînes hélicoïdales AlO4 le long de la direction c ; ces chaînes sont reliées par des sommets dans le plan (a, b) et partagent des arêtes avec les groupes Fe3O13.
Les cations B3+ sont en coordination plane triangulaire d'O2−, avec une longueur de liaison B-O moyenne de 1,376 Å. Les groupes BO3 sont reliés par leurs sommets aux chaînes AlO4 et aux groupes Fe3O13.
Les cations Si4+ sont en coordination tétraédrique d'O2−, avec une longueur de liaison Si-O moyenne de 1,620 Å. Les tétraèdres SiO4 sont reliés par leurs sommets et forment des anneaux Si6O18. Ils sont reliés par leurs sommets aux chaînes  AlO4 et aux groupes Fe3O13.

## Gîtologie et minéraux associés
On le trouve surtout principalement dans les pegmatites, les veines hydrothermales de hautes températures et les granites.